# Antic escorxador del Masnou
L'Antic Escorxador era un escorxador, ja enderrocat, del municipi del Masnou (Maresme) inclòs en l'Inventari del Patrimoni Arquitectònic de Catalunya. Es trobava entre els carrers d'Itàlia i de Roger de Flor, on ara hi ha l'Edifici Centre.

## Descripció
Edifici civil consistent en una nau d'una sola planta amb molt poques divisions internes. L'element bàsic a la construcció de l'edifici era la totxana tractada a sardinell, tant a les finestres d'arcs rebaixats que envoltaven l'edifici com a les coronacions d'aquest.

## Història
El primer escorxador del Masnou estava arran de la platja, davant de l'antic mercat, on ara passa la via del tren. Aquest escorxador va desaparèixer entre el 1845 i 1848 amb la construcció del ferrocarril. El segon escorxador fou construït l'any 1849 al xamfrà dels actuals carrers de Santa Rosa i
de Tomàs Vives. Se l'anomenava popularment "el Corral". Hi va ser des del 1849 fins al 1914, quan es va construir el present escorxador situat al carrer d'Itàlia.
El present escorxador es va construir l'any 1914, obra de l'arquitecte municipal Bonaventura Bassegoda i Amigó. L'edifici tenia característiques molt semblants a les de les Escoles Nacionals (Escola Ocata) del Masnou, també del mateix arquitecte.
L'edifici va ser enderrocat l'any 1992 amb la protesta del món artístic. En el lloc on es trobava, s'hi va construir l'anomenat "Edifici Centre", que actualment acull el Mercat Municipal, la Biblioteca Municipal i el Museu Municipal de Nàutica.